# Attilio Grattarola
Attilio Grattarola (Lu Monferrato, 26 aprile 1882 – Alessandria, 8 ottobre 1966) è stato un generale italiano, veterano della prima guerra mondiale dove fu decorato con la medaglia d'argento al valor militare. Durante il corso della seconda guerra mondiale fu comandante della 49ª Divisione fanteria "Parma", guidandola durante le fasi iniziali della campagna di Grecia, e venendo sostituito dal generale Emilio Battisti in seguito al disastroso andamento della operazioni belliche. Non ottenne più comandi operativi, venendo assegnato alla difesa territoriale a Torino e poi ad Alessandria.

## Biografia
Nacque a Lu Monferrato il 26 aprile 1882. Arruolatosi nel Regio Esercito come Allievo sergente, nel 1904 fu ammesso a frequentare la  Regia Accademia Militare di Fanteria e Cavalleria di Modena, da cui uscì nel 1907 con il grado di sottotenente assegnato all'arma di fanteria. Prese parte alla grande guerra come tenente e capitano, e nel 1917 passò al Corpo di Stato maggiore, ottenendo le promozioni a maggiore e quindi tenente colonnello entro il 1918. Al termine del conflitto risultava decorato con una Medaglia d'argento al valor militare.
Promosso colonnello il 1º luglio 1931, fu comandante del 43º Reggimento fanteria "Forlì" tra il 1932 e il 1934 e poi in servizio presso l'Ispettorato fanteria, Sezione Esperienze, a Roma tra il 1934 e il 1937. Promosso generale di brigata il 1º luglio 1937, fu dapprima vice comandante della 28ª Divisione fanteria "Aosta" a Palermo e poi, dal 1º settembre 1939, a disposizione dal Corpo d'armata di Palermo per incarichi speciali, rimanendovi sino al principio del 1940. Il 1 gennaio di quell'anno fu promosso generale di divisione, assumendo successivamente il comando della 49ª Divisione fanteria "Parma".
All'atto dell'entrata in guerra del Regno d'Italia, avvenuta il 10 giugno 1940, si trovava al comando della Grande Unità dislocata a Marzabotto (provincia di Bologna). Nel mese di settembre la "Parma" trasferita in Albania dove il 28 ottobre, all'inizio delle operazioni contro la Grecia, si trovava schierata lungo il confine, a sud del lago di Presba, a difesa del settore Monte Kallogjerit-abitato di Dobran sul fiume Devoli-abitato di Nicolika.
Pressata dalle forze nemiche nella zona, dopo le fasi iniziali dell'offensiva italiana diretta dal generale Sebastiano Visconti Prasca, il 30 ottobre abbandonò le posizioni di confine di Gijnkove e l'alta valle del Devoli. Altre località di confine, quali Bitinka, Trevi e Verniku, caddero nelle mani nemiche il 31 ottobre e il 1º e 2 novembre, mentre si riuscì a contenere una pericolosa puntata verso Poncari e, più a sud, un tentativo di aggiramento di Monte Eidos. Ritenuto responsabile dei rovesci subiti, per tali motivi fu sollevato dal comando il 29 novembre e rimpatriato, cedendo il comando della "Parma" al generale Emilio Battisti.
Assegnato alla difesa territoriale, dapprima al I Comando di Torino e poi al II di Alessandria, verrà catturato dai tedeschi in seguito all'armistizio con gli Alleati, il 9 settembre 1943, e quindi internato nel campo di concentramento 64/Z Schokken, in Polonia, rimanendovi sino al 26 gennaio 1945, quando verrà liberato dall'avanzata sovietica e rimpatriato definitivamente. Si spense l'8 ottobre 1966.

### Annotazioni
1. ↑  Assegnata al XXVI Corpo d'armata del generale Gabriele Nasci operante nel settore macedone.

### Fonti
1. 1 2 3 4 5  Generals.
2. ↑  Pettibone 2010, p. 118.
3. ↑  Montanari 2007, p. 361.
4. ↑  Montanari 2007, p. 362.
5. ↑  Montanari 2007, p. 378.
6. 1 2 3  Pettibone 2010, p. 29.
7. ↑  Supplemento ordinario alla Gazzetta Ufficiale del Regno d'Italia n.178 del 30 luglio 1941, pag.22.